# Edward Noel, I conte di Gainsborough
Edward Noel, I conte di Gainsborough (27 gennaio 1641 – 1689) è stato un nobile e politico inglese.

## Biografia
Era il figlio di Baptist Noel, III visconte Campden, e della sua terza moglie, Hester Wotton, figlia di Thomas Wotton, II barone Wotton.

## Carriera
Noel rappresentò Rutland nella Camera dei comuni (1661-1679). Fu nominato vice luogotenente di Rutland nel marzo 1670. Nel 1676 fu nominato Lord luogotenente dell'Hampshire a febbraio, e Warden and Keeper of the New Forest marzo.
Dopo essere stato nominato colonnello della Hampshire Militia nel 1678, fu per breve tempo un cavaliere della contea per l'Hampshire nel 1679. Il 3 febbraio 1681, fu creato Barone Noel ed entrò nella Camera dei lord, e fu nominato Custos Rotulorum of Hampshire. Nel 1682 gli furono assegnati diverse cariche nell'Hampshire: Governatore di Portsmouth, Constable of Porchester Castle e Luogotenente di South Bere Forest. Successe a suo padre in ottobre come visconte Campden e come Lord Luogotenente e Custos Rotulorum of Rutland, e fu ulteriormente onorato quando fu creato conte di Gainsborough il 1 dicembre 1682.
Tra il dicembre 1687 e il gennaio del 1688 fu destituito da tutti gli uffici in favore di James FitzJames, I duca di Berwick, sebbene fosse stato nominato capitano del Queen Dowager's Regiment of Foot nel 1687. Fu anche sostituito da Henry Mordaunt, II conte di Peterborough come Lord luogotenente del Rutland.
Il 25 marzo 1688 fu rinominato Warden and Keeper of the New Forest e del Parco di Lyndhurst.

## Matrimoni

### Primo Matrimonio
Sposò, nel maggio del 1661, Lady Elizabeth Wriothesley (?-1680), figlia di Thomas Wriothesley, IV conte di Southampton. Ebbero cinque figli:
- Wriothesley Noel, II conte di Gainsborough (1665-21 settembre 1690);
- Lady Frances Noel (?-29 settembre 1684), sposò Simon Digby, IV barone Digby, ebbero una figlia;
- Lady Jane Noel (?-settembre 1733), sposò William Digby, V barone Digby, ebbero sette figli;
- Lady Elizabeth Noel (?-1705), sposò Richard Norton, non ebbero figli;
- Lady Juliana Noel.

### Secondo Matrimonio
Sposò, il 23 aprile 1683, Mary Herbert (?-6 aprile 1693), figlia di James Herbert e vedova di Sir Robert Worsley. Non ebbero figli.